# Donau zwischen Riedlingen und Sigmaringen
Das Gebiet Donau zwischen Riedlingen und Sigmaringen ist ein 2005 durch das Regierungspräsidium Tübingen nach der Richtlinie 92/43/EWG (Fauna-Flora-Habitat-Richtlinie) angemeldetes Schutzgebiet (Schutzgebietskennung DE-7922-342) im Südosten des deutschen Bundeslandes Baden-Württemberg. Mit Verordnung des Regierungspräsidiums Tübingen vom 5. November 2018 (in Kraft getreten am 11. Januar 2019), wurde das Schutzgebiet ausgewiesen.

## Lage
Das rund 1.164 Hektar (ha) große Schutzgebiet Donau zwischen Riedlingen und Sigmaringen gehört naturräumlich zu den Donau-Ablach-Platten und der Mittleren Flächenalb. Seine vier Teilgebiete liegen auf einer Höhe von 526 bis 572 m ü. NHN und erstrecken sich das Donautal abwärts in den Landkreisen
- Sigmaringen (~ 60 %)
  - Stadt Sigmaringen 95,50 ha
  - Sigmaringendorf 54,88 ha
  - Scheer 101,03 ha
  - Mengen 308,16 ha
  - Herbertingen 143,99 ha
- Biberach (~ 40 %)
  - Ertingen 122,54 ha
  - Altheim 118,05 ha
  - Riedlingen 220,11 ha

## Beschreibung
Das Schutzgebiet Donau zwischen Riedlingen und Sigmaringen wird als „Fließgewässerabschnitt der Donau mit Altarmen, Auewäldern, Bruchwäldern, Feuchtwiesen, Großseggenrieden, mageren Grünlandbeständen sowie dem Soppenbach als ein weitläufiges unzerschnittenes Wiesental mit naturnahem Bachverlauf“ beschrieben.
Im Schutzgebiet weist die Donau als Auetalgewässer mit mäandrierendem Verlauf und hohem Grundwasserstand, holozäne Sedimente unterschiedlicher Körnung mit Sanderterrassen, abschnittsweiser Erosion bis auf die tertiären Molasseschichten auf, an der Soppenbachquelle steht ein Versumpfungsmoor an.

## Schutzzweck
Wesentlicher Schutzzweck ist die Erhaltung des strukturreichen Fließgewässers mit prioritären Lebensraumtypen, prioritären Arten und eines Rastgebiets für Vögel.

### Lebensraumtypen
Folgende Lebensraumtypen nach Anhang I der FFH-Richtlinie kommen im Gebiet vor:
| EU Code | * | Lebensraumtyp (offizielle Bezeichnung)                                                                                            | Kurzbezeichnung                                              |
| ------- | - | --- | ------------------------------------------------------------ |
| 3140    |   | Oligo- bis mesotrophe kalkhaltige Gewässer mit benthischer Vegetation aus Armleuchteralgen                                        | Kalkreiche, nährstoffarme Stillgewässer mit Armleuchteralgen |
| 3150    |   | Natürliche eutrophe Seen mit einer Vegetation des Magnopotamions oder Hydrocharitions                                             | Natürliche nährstoffreiche Seen                              |
| 3260    |   | Flüsse der planaren bis montanen Stufe mit Vegetation des Ranunculion fluitantis und des Callitricho-Batrachion                   | Fließgewässer mit flutender Wasservegetation                 |
| 6210    |   | Naturnahe Kalk-Trockenrasen und deren Verbuschungsstadien (Festuco-Brometalia)                                                    | Kalk-Magerrasen                                              |
| 6430    |   | Feuchte Hochstaudenfluren der planaren und montanen bis alpinen Stufe                                                             | Feuchte Hochstaudenfluren                                    |
| 6510    |   | Magere Flachland-Mähwiesen (Alopecurus pratensis, Sanguisorba officinalis)                                                        | Magere Flachland-Mähwiesen                                   |
| 7140    |   | Übergangs- und Schwingrasenmoore                                                                                                  | Übergangs- und Schwingrasenmoore                             |
| 7220    | * | Kalktuffquellen (Cratoneurion) | Kalktuffquellen                                              |
| 9160    |   | Subatlantischer oder mitteleuropäischer Stieleichenwald oder Eichen-Hainbuchenwald (Carpinion betuli)                             | Sternmieren-Eichen-Hainbuchenwald                            |
| 9180    | * | Schlucht- und Hangmischwälder (Tilio-Acerion)                                                                                     | Schlucht- und Hangmischwälder                                |
| 91E0    | * | Auen-Wälder mit Alnus glutinosa und Fraxinus excelsior (Alno-Padion, Alnion incanae, Salicion albae)                              | Auenwälder mit Erle, Esche, Weide                            |
| 91F0    |   | Hartholzauenwälder mit Quercus robur, Ulmus laevis, Ulmus minor, Fraxinus excelsior oder Fraxinus angustifolia (Ulmenion minoris) | Hartholzauenwälder                                           |

### Lebensraumklassen
|                                                                |                                                                |  |      |      |
| Laubwald                                                       | Laubwald                                                       |  | 5 %  | 5 %  |
| Mischwald und Kunstforste                                      | Mischwald und Kunstforste                                      |  | 6 %  | 6 %  |
| Nadelwald                                                      | Nadelwald                                                      |  | 3 %  | 3 %  |
| Feuchtes und mesophiles Grünland                               | Feuchtes und mesophiles Grünland                               |  | 61 % | 61 % |
| Binnengewässer, fließend und stehend                           | Binnengewässer, fließend und stehend                           |  | 2 %  | 2 %  |
| trockengelegtes Gelände                                        | trockengelegtes Gelände                                        |  | 4 %  | 4 %  |
| anderes Ackerland                                              | anderes Ackerland                                              |  | 16 % | 16 % |
| Sonstige (Städte, Straßen, Deponien, Gruben, Industriegebiete) | Sonstige (Städte, Straßen, Deponien, Gruben, Industriegebiete) |  | 3 %  | 3 %  |
|                                                                |                                                                |  |      |      |

### Arteninventar
Folgende Arten von gemeinschaftlichem Interesse kommen im Gebiet vor:
| Bild                | EU Code | * | Art                 | wissenschaftlicher Name     | Artengruppe           |
| ------------------- | ------- | - | ------------------- | --------------------------- | --------------------- |
| Kleine Flussmuschel | 1032    |   | Kleine Flussmuschel | Unio crassus                | Muscheln              |
| Steinkrebs          | 1093    | * | Steinkrebs          | Austropotamobius torrentium | Krebse                |
| Bachneunauge        | 1096    |   | Bachneunauge        | Lampetra planeri            | Fische und Rundmäuler |
| Bitterling          | 1134    |   | Bitterling          | Rhodeus sericeus            | Fische und Rundmäuler |
| Groppe              | 1163    |   | Groppe              | Cottus gobio                | Fische und Rundmäuler |
| Biber               | 1337    |   | Biber               | Castor fiber                | Säugetiere            |

### Zusammenhängende Schutzgebiete
Die folgenden Schutzgebiete sind Bestandteil des FFH-Gebiets Donau zwischen Riedlingen und Sigmaringen:
| Nr.          | Name | Ort/e                                                                                              | Flächenanteil [%] | Bild |
| ------------ | --- | -------------------------------------------------------------------------------------------------- | ----------------- | ---- |
| LSG 4.26.013 | Altwässer und verlandende Flussschlingen der Donau Donautallandschaft mit Vogelschutzgebiet | Altheim, Ertingen, Riedlingen                                                                      | 17                |      |
| NSG 4.274    | Blochinger Ried Donaurenaturierungsbereich mit ursprünglichen Kiesrohboden- und Schotterflächen, natürlichen und wiederhergestellten Fließgewässerstrecken, Mulden mit Stillwasserbereichen und linsenartigen Aufkiesungen              | Mengen                                                                                             | 2                 |      |
| NSG 4.106    | Blochinger Sandwinkel Vielfältiger Feuchtbiotop als wichtiges Element des Biotopverbundsystems | Mengen                                                                                             | 2                 |      |
| LSG 4.37.036 | Donau- und Schmeiental Das Donautal im Bereich des Donaudurchbruches, das Schmeiental und die Albfläche mit ihrer durch den Wechsel der geologischen Formationen bedingten Schönheit mit eindrucksvollen Felspartien und Höhlensystemen | hier: Herbertingen, Mengen, Scheer, Sigmaringen und Sigmaringendorf                                | 21                |      |
| LSG 4.26.041 | Landauhof Prallhang des Donautales mit schönem Landschaftsbild sowie vielfältiger Flora und Fauna | Altheim, Ertingen                                                                                  |                   |      |
| LSG 4.37.034 | Mühlbachtal Naturhafter Bachlauf mit abwechslungsreichem Landschaftsbild: Wiesen, ungenutzte Feuchtflächen, naturhafte Waldränder; gute Erholungseignung                                                                                | Mengen, Scheer                                                                                     | 1                 |      |
| NP BW-4      | Naturpark Obere Donau | hier: Altheim, Ertingen, Herbertingen, Mengen, Riedlingen, Scheer, Sigmaringen und Sigmaringendorf | 75                |      |
| NSG 4.158    | Ofenwisch Kulturlandschaft der Riedlinger Donauaue mit Resten von Altarmen und Feuchtvegetation als Brut-, Nahrungs- und Rastbiotop bedrohter Tierarten, insbesondere des Weißstorchs                                                   | Riedlingen                                                                                         | 3                 |      |
| LSG 4.26.017 | Ried an der Donau Vogelschutz; Belebung der Landschaft; Uferschutz | Riedlingen                                                                                         | 1                 |      |
| LSG 4.26.038 | Soppenbachtal Relativ naturnahes offenes Wiesentälchen; Nahrungsgebiet für den Weißstorch | Altheim, Ertingen                                                                                  | 6                 |      |